# Paul Huntington
Paul Huntigton est un footballeur anglais né le 17 septembre 1987 à Carlisle jouant comme défenseur central. À son arrivée chez les whites pendant l'été 2007, il s'imposa notamment dans la seconde partie de la saison 2007-2008 comme un titulaire indiscutable au centre de la défense mais une blessure au début de sa seconde saison au club l'écartera des terrains pendant plusieurs mois ce qui perturba beaucoup Leeds qui avait une des plus mauvaises défenses à ce moment-là. Mais il n'arrive plus à s'imposer avec les whites et est prêté au début de la saison 2009-2010 à Stockport County. Il rejoint définitivement ce club en janvier 2010.

## Carrière
- 2006-2007 : Newcastle United  Angleterre (16 matchs et 1 but)
- 2007-jan. 2010 : Leeds United  Angleterre (32 matchs et 2 buts)
  - sep. 2009-nov. 2009 : Stockport County  Angleterre (prêt) (8 matchs)
- fév. 2010-2010 : Stockport County  Angleterre ( 0 match).
- 2010-2012 : Yeovil Town FC  Angleterre
- 2012-2022 : Preston North End FC  Angleterre
- 2022-2024: Carlisle United